# Hereford - DVD
Hereford - DVD (2006) es el primer DVD de la banda uruguaya Hereford. El trabajo fue grabado en vivo en la presentación oficial del CD "La Corona del Rey"; realizado en las 3 funciones con entradas agotadas en la "Sala Teatro Movie Center" de Montevideo.
Este registro incluye una recorrida por el disco susodicho y los grandes éxitos de los 4 CD anteriores de la banda.
El DVD contiene 22 temas, y como material adicional HEREFORD - DVD cuenta con los tres clips originales correspondiente a los cortes de difusión del CD "La Corona del Rey" : "Ya no habrá quien", "La Corona del Rey" y "Cierto". Esta última canción fue premiada como “Tema del Año” en los premios GRAFFITI al Rock Uruguayo.

## Ficha técnica
Dirección : Diego García Scheck y Santiago Beltrán
Producción : Claudio Picerno y Hereford
Publicado por : Popart / Tocka Discos Argentina - Bizarro Uruguay

## Canciones
1. Intro
2. Ya no habrá quien
3. Sin dejar una respuesta
4. Turbulencia
5. Hombre de atrás
6. No creo que vos me creas
7. Algo tuyo dentro de mí
8. Emilia
9. El tiempo te va a condenar
10. Hay que matarlos hoy
11. Nadie va a hacerlo por vos
12. La corona del rey
13. No voy a caer de nuevo
14. Solo batería
15. Cierto
16. A las diez
17. El verdugo de los sueños
18. La vida es un juego
19. Debiste pensar
20. Rata
21. Lo más simple de las cosas
22. Bienvenida al show
23. Extras videoclip La Corona del Rey
24. Extras videoclip Rodri-cam
25. Extras videoclip Cierto
26. Extras videoclip Ya no habrá quien
27. Extras videoclip Turbulencia
28. Extras videoclip Algo tuyo dentro de mì

- Datos: Q5894808